# ألان ويلت
ألان ويلت (بالإنجليزية: Allan Willett)‏ هو ضابط بريطاني، ولد في 24 أغسطس 1936، وتوفي في 18 يوليو 2015.